# Golden State Warriors 1994-1995
La stagione 1994-95 dei Golden State Warriors fu la 46ª nella NBA per la franchigia.
I Golden State Warriors arrivarono sesti nella Pacific Division della Western Conference con un record di 26-56, non qualificandosi per i play-off.

## Risultati
| Squadra                | V  | P  | %    | GB |
| ---------------------- | -- | -- | ---- | -- |
| Phoenix Suns           | 59 | 23 | 72,0 | -  |
| Seattle SuperSonics    | 57 | 25 | 69,5 | 2  |
| Los Angeles Lakers     | 48 | 34 | 58,5 | 11 |
| Portland Trail Blazers | 44 | 38 | 53,7 | 15 |
| Sacramento Kings       | 39 | 43 | 47,6 | 20 |
| Golden State Warriors  | 26 | 56 | 31,7 | 33 |
| Los Angeles Clippers   | 17 | 65 | 20,7 | 42 |

## Roster
| N°   | Naz.                   | Ruolo | Sportivo         | Anno | Alt. | Peso \|\| |
| ---- | ---------------------- | ----- | ---------------- | ---- | ---- | --------- |
| 1    | Sudan (bandiera)       | C     | Manute Bol       | 1962 | 229  | 91        |
| 2    | Stati Uniti (bandiera) | G     | Keith Jennings   | 1968 | 170  | 73        |
| 3    | Stati Uniti (bandiera) | A     | Donyell Marshall | 1973 | 206  | 99        |
| 4-9  | Stati Uniti (bandiera) | C     | Rony Seikaly     | 1965 | 211  | 104       |
| 8    | Stati Uniti (bandiera) | A     | Tom Gugliotta    | 1969 | 208  | 109       |
| 10   | Stati Uniti (bandiera) | G     | Tim Hardaway     | 1966 | 183  | 79        |
| 12   | Stati Uniti (bandiera) | A     | David Wood       | 1964 | 206  | 103       |
| 15   | Stati Uniti (bandiera) | G     | Latrell Sprewell | 1970 | 196  | 86        |
| 17   | Stati Uniti (bandiera) | GA    | Chris Mullin     | 1963 | 198  | 91        |
| 20   | Stati Uniti (bandiera) | G     | Tim Legler       | 1966 | 193  | 91        |
| 22   | Stati Uniti (bandiera) | GA    | Ricky Pierce     | 1959 | 193  | 93        |
| 25   | Stati Uniti (bandiera) | AC    | Chris Gatling    | 1967 | 208  | 100       |
| 32   | Stati Uniti (bandiera) | A     | Rod Higgins      | 1960 | 201  | 91        |
| 33-9 | Stati Uniti (bandiera) | G     | Ryan Lorthridge  | 1972 | 193  | 86        |
| 34   | Stati Uniti (bandiera) | AC    | Carlos Rogers    | 1971 | 211  | 100       |
| 44   | Stati Uniti (bandiera) | AC    | Clifford Rozier  | 1972 | 211  | 111       |
| 50   | Stati Uniti (bandiera) | A     | Dwayne Morton    | 1971 | 201  | 88        |
| 52   | Stati Uniti (bandiera) | AC    | Victor Alexander | 1969 | 206  | 120       |

## Staff tecnico
- Allenatori: Don Nelson (14-31) (fino al 13 febbraio)[1], Bob Lanier (12-25)
- Vice-allenatori: Donn Nelson, Bob Lanier (fino al 13 febbraio), Rod Higgins, Al Attles (dal 13 febbraio)
- Preparatore atletico: Tom Abdenour
- Preparatore fisico: Mark Grabow